# Мариньо дос Сантос, Эйтор
Эйтор Мариньо дос Сантос (порт. Heitor Marinho dos Santos; 27 апреля 2000, Арасатуба, Сан-Паулу) — бразильский футболист, центральный защитник клуба «Дьёр».

## Биография
На юношеском уровне представлял клубы «Парана Соккер Текникал Сентер» и «Гремио». Во взрослом футболе в составе «Гремио» сыграл 5 матчей в Лиге Гаушу (чемпионат штата Риу-Гранди-ду-Сул) и одну игру в Южноамериканском кубке. Победитель Лиги Гаушу 2021 и 2022 годов.
В начале 2023 года перешёл в эстонский клуб «ФКИ Левадия» (Таллин). Дебютный матч в чемпионате Эстонии сыграл 5 марта 2023 года против клуба «Вапрус». Первый гол забил 14 мая 2023 года в ворота «Транса». Всего за полтора сезона в эстонском клубе сыграл 40 матчей (4 гола) в чемпионате страны, 4 матча в Кубке Эстонии и 6 игр в Лиге конференций. Вице-чемпион Эстонии 2023 года, обладатель Кубка Эстонии 2023/24.
В августе 2024 года перешёл в венгерский клуб «Дьёр».